# Stile rappresentativo

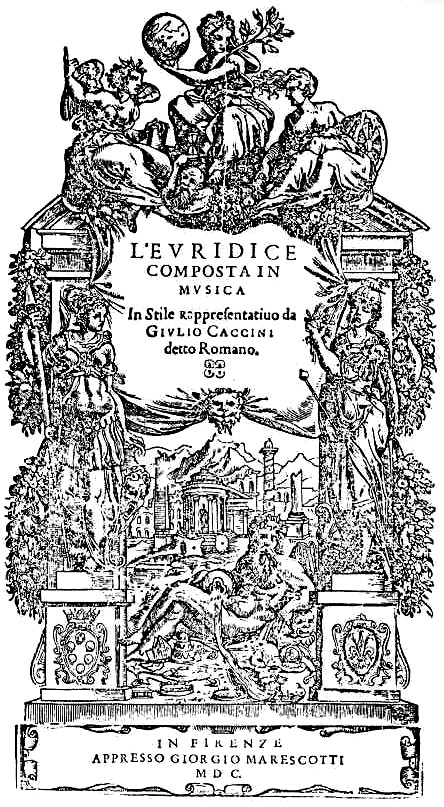
Caccini, page de titre d’Euridice (1600).

Le Stile rappresentativo (de italien : rappresentare « représenter » ou canto rappresentativo, musica rappresentativa, genere rappresentativo — « style représentatif » ou « style dramatique » ou simplement « récitatif ») est pour le premier opéra baroque, une monodie accompagnée « à mi-chemin entre la déclamation et le chant », qui épouse le caractère dramatique du texte, dans une grande liberté de rythmes et un phrasé irrégulier, des intervalles inhabituels, des pauses fréquentes afin de renouveler l'effet émotionnel. Plus généralement, l'expression est appliquée à une musique manifestant de grandes qualités dramatiques ou expressives. 

## Description
Conçu en fonction d'une situation dramatique et étroitement lié au style récitatif (« où l'on pouvait presque parler en son »), le Stile rappresentativo existe depuis les débuts de l'opéra florentin, au tournant des années 1600, dans le cercle intellectuel de la Camerata fiorentina.
C'est Giulio Caccini, chanteur virtuose, qui emploie le premier le terme dans son Euridice (1600) où la page de titre précise « composta in stile rappresentativo ». Caccini veut « retrouver une puissance émotionnelle identique à la musique de la Grèce antique » et dans son recueil de chants monodiques, Le nuove musiche (1601), il décrit la pratique plus en détail. Dans un passage inspiré de Platon, il affirme que le compositeur doit s'intéresser d'abord « au mot, puis au rythme et en dernier lieu au son et non le contraire », donc la musique doit servir le texte. D'autres musiciens de la Camerata utilisent ce style : Jacopo Peri dans son Daphne (1594) et Emilio de' Cavalieri dans La rappresentatione di anima e di corpo (1600). Dans l’avant propos de son Euridice (1600) auquel Caccini a contribué, Peri — lui aussi chanteur virtuose — écrit : « ayant à l'esprit ces inflexions et ces actions qui nous servent dans nos peines, dans nos joies et dans des états analogues, j'ai fait avancer la basse de la même façon, plus ou moins selon les passions ».
Cependant, le théoricien de la musique Vincenzo Galilei dans son Dialogo della musica antica e della moderna (1581) théorise ce style monodique et le rapport entre la parole et la musique. C'est l'un des rares cas d’innovation où la théorie précède la pratique.
Il combattimento di Tancredi e Clorinda de Monteverdi est en Stile rappresentativo dans la mesure où il est accompagné d'une action scénique ; de même que Il ballo delle ingrate et L'Arianna. Aquilino Coppini considère le cinquième livre de madrigaux de Monteverdi comme « musica rappresentativa ».
Girolamo Giacobbi, dans L'Aurora ingannata (1608), indique des « canti rappresentativi ».
Giovanni Battista Doni dans son Trattato della musica scenica (1633–1625), décline la terminologie en stile recitativo, stile espressivo et stile rappresentativo, ce dernier utilisé sur scène ; mais les différences restent obscures, puisque le stile espressivo est plus un récitatif intense, qu'un style propre. Le stile rappresentativo est presque identique au récitatif d'aujourd'hui à quelques nuances près. Cette confusion reflète les difficultés rencontrées par les compositeurs de la « nouvelle musique » pour exprimer rationnellement leurs efforts essentiellement intuitifs. 

## Sources
- (it) Angelo Solerti, Le origini del melodramma, Turin, Fratelli Bocca, 1903, 282 p. (OCLC 797966702, lire en ligne)
- Manfred Bukofzer (trad. de l'anglais par Claude Chauvel, Dennis Collins, Frank Langlois et Nicole Wild), La musique baroque : 1600-1750 de Monteverdi à Bach [« Music in the baroque era »], Paris, Éditions Jean-Claude Lattès, coll. « Musiques et musiciens », 1988 (1re éd. 1947), 485 p. (ISBN 2-266-03623-8, OCLC 19357552, BNF 35009151), p. 34
- Marc Honegger, « Stile rappresentativo », dans Dictionnaire de la musique : technique, formes, instruments, Éditions Bordas, coll. « Science de la Musique », 1976, 1109 p., Tome I & II (ISBN 2-04-005140-6, OCLC 3033496), p. 958.
- Peter Gammond et Denis Arnold (dir.) (trad. de l'anglais par Marie-Stella Pâris, Adaptation française par Alain Pâris), Dictionnaire encyclopédique de la musique : Université d'Oxford [« The New Oxford Companion to Music »], t. II : L à Z, Paris, Éditions Robert Laffont, coll. « Bouquins », 1991 (1re éd. 1988), 987 p. (ISBN 2-221-05655-8, OCLC 19339606, BNF 36632390), p. 738–739
- Julie Anne Sadie (dir.) (trad. de l'anglais), Guide de la musique baroque, Paris, Fayard, coll. « Les Indispensables de la musique », 1995, 736 p. (ISBN 2-213-59489-9, OCLC 34495042), « Caccini », p. 78
- (en) Tim Carter, « Stile rappresentativo », dans Stanley Sadie (éd.), The New Grove Dictionary of Music and Musicians, Londres, Macmillan, 2001, 2e éd., 25 000 p., 29 volumes (ISBN 9780195170672, lire en ligne)